# Скоков, Михаил Владимирович
Михаи́л Влади́мирович Ско́ков (29 апреля 1941, Москва, РСФСР, СССР) — советский футболист, вратарь. Мастер спорта СССР. На профессиональном уровне выступал за динамовские коллективы Москвы, Ставрополя и Минска, а также за «Торпедо».

## Карьера
В 1964 году перешёл из коломенского «Авангарда» в «Динамо». В чемпионате СССР дебютировал в том же году. В 1965 был отдан в аренду в ставропольское «Динамо». В 1966 вернулся и два года играл за основной состав «бело-голубых». В сезоне 1966/67 стал обладателем Кубка СССР, в финале на 85-й минуте заменив Льва Яшина. В следующем сезоне Михаил ещё раз выиграл Кубок. На этот раз с «Торпедо», в финале выйдя на замену на 89-й минуте вместо Анзора Кавазашвили. В чемпионате за «автозаводцев» Скоков провёл 17 матчей в 1968 году. С 1970 по 1971 год он выступал за минское «Динамо», сыграл 47 матчей и пропустил 45 голов.
После завершения карьеры работал тренером. В начале 1970-х был вторым тренером в тюменском «Нефтянике», в начале 2000-х являлся тренером вратарей в женской молодёжной сборной России.

## Достижения
«Динамо» Москва
- Обладатель Кубка СССР: 1966/67

«Торпедо»
- Обладатель Кубка СССР: 1967/68